# Raba Wyżna (gemeente)
De gemeente Raba Wyżna is een landgemeente in het Poolse woiwodschap Klein-Polen, in powiat Nowotarski.
De zetel van de gemeente is in Raba Wyżna.
Op 30 juni 2004 telde de gemeente 13 459 inwoners.

## Oppervlakte gegevens
In 2002 bedroeg de totale oppervlakte van gemeente Raba Wyżna 88,28 km², waarvan:
- agrarisch gebied: 55%
- bossen: 38%

De gemeente beslaat 5,99% van de totale oppervlakte van de powiat.

## Demografie
Stand op 6 lutego 2006:
| Omschrijving                   | Totaal | Totaal | Vrouwen | Vrouwen | Mannen | Mannen |
| ------------------------------ | ------ | ------ | ------- | ------- | ------ | ------ |
| eenheid                        | aantal | %      | aantal  | %       | aantal | %      |
| inwoners                       | 13 614 | 100    | 6811    | 50,03   | 6803   | 49,97  |
| bevolkingsdichtheid (inw./km²) | 152,5  | 152,5  | 76,6    | 76,6    | 75,8   | 75,8   |

In 2002 bedroeg het gemiddelde inkomen per inwoner 1234,79 zł.

## Plaatsen
- Raba Wyżna
- Skawa
- Rokiciny Podhalańskie
- Sieniawa
- Bielanka
- Podsarnie
- Harkabuz
- Bukowina-Osiedle

## Aangrenzende gemeenten
Czarny Dunajec, Jabłonka, Jordanów, Jordanów, Lubień, Nowy Targ, Rabka-Zdrój, Spytkowice